# Javoříčko (Strážov)
Javoříčko je malá vesnice, část města Strážov v okrese Klatovy v Plzeňském kraji. Nachází se asi 2,5 kilometru východně od Strážova. Javoříčko leží v katastrálním území Brtí o výměře 3,96 km².

## Historie
První písemná zmínka o vesnici pochází z roku 1386.

## Obyvatelstvo
| Rok            | 1869 | 1880 | 1890 | 1900 | 1910 | 1921 | 1930 | 1950 | 1961 | 1970 | 1980 | 1991 | 2001 | 2011 | 2021 |
| -------------- | ---- | ---- | ---- | ---- | ---- | ---- | ---- | ---- | ---- | ---- | ---- | ---- | ---- | ---- | ---- |
| Počet obyvatel | 53   | 56   | 40   | 44   | 44   | 47   | 35   | 20   | 11   | 8    | 4    | 6    | 0    | 1    | 6    |
| Počet domů     | 7    | 6    | 6    | 6    | 6    | 6    | 6    | 6    | 6    | 4    | 3    | 5    | 5    | 5    | 5    |

## Obecní správa
Při sčítání lidu v letech 1850–1975 Javoříčko bylo osadou obce Brtí v okrese Klatovy. Od 1. července 1975 do 31. prosince 1975 bylo částí obce Viteň v okrese Klatovy. Od 1. ledna 1976 je částí města Strážov v okrese Klatovy.

## Galerie

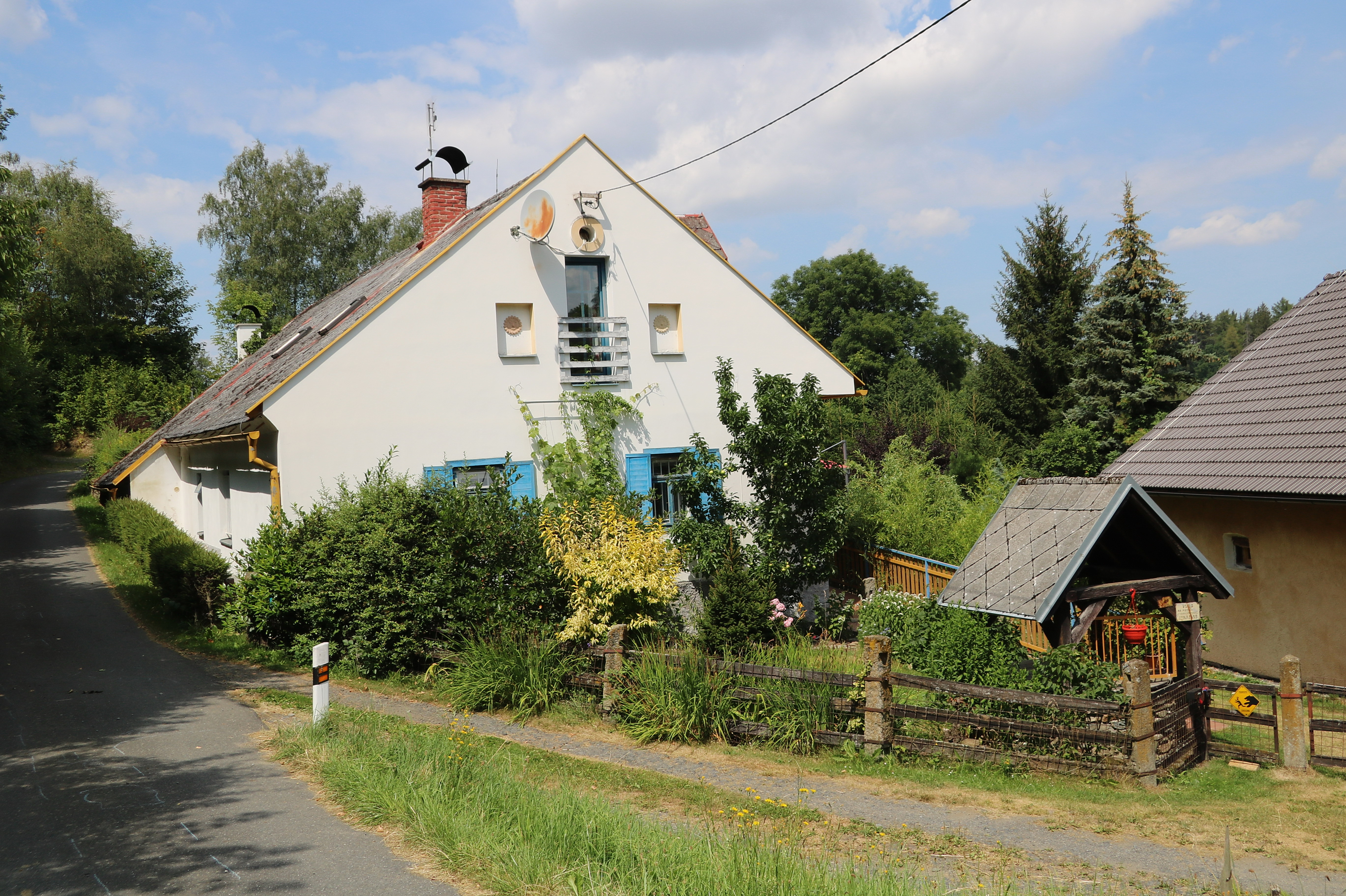
Dům č. 6
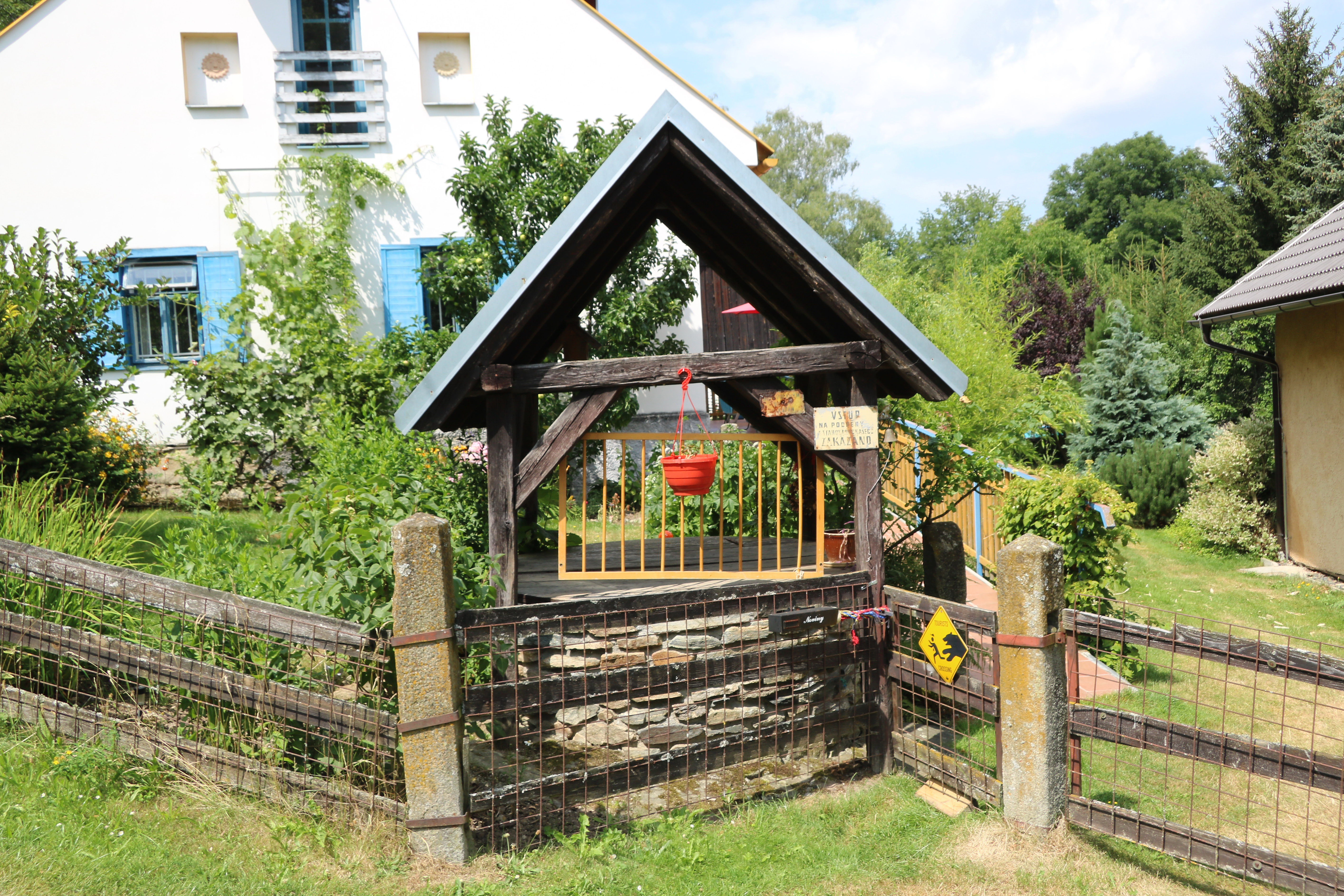
Dům č. 6, zahrádka
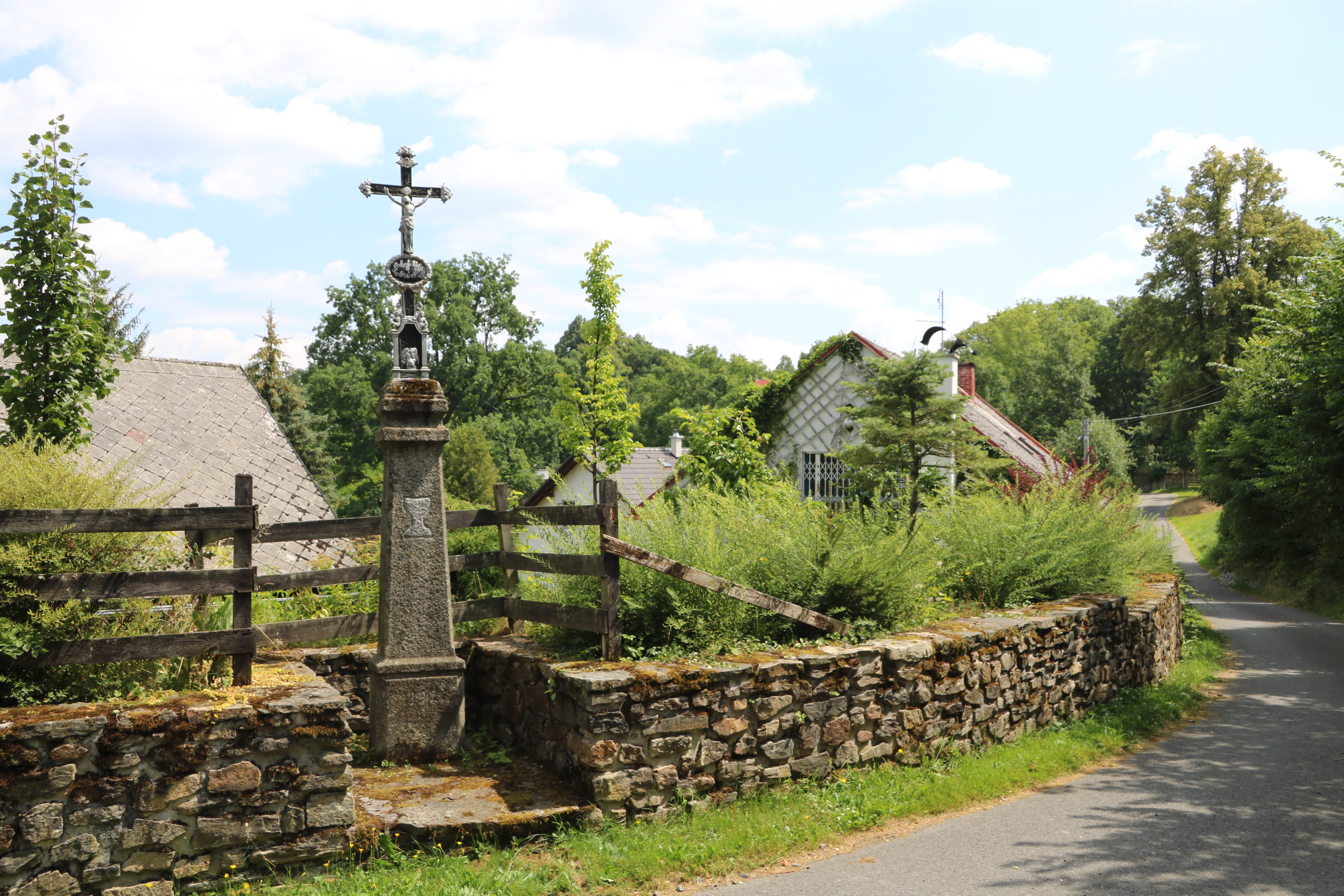
Kříž s kalichem na podstavci
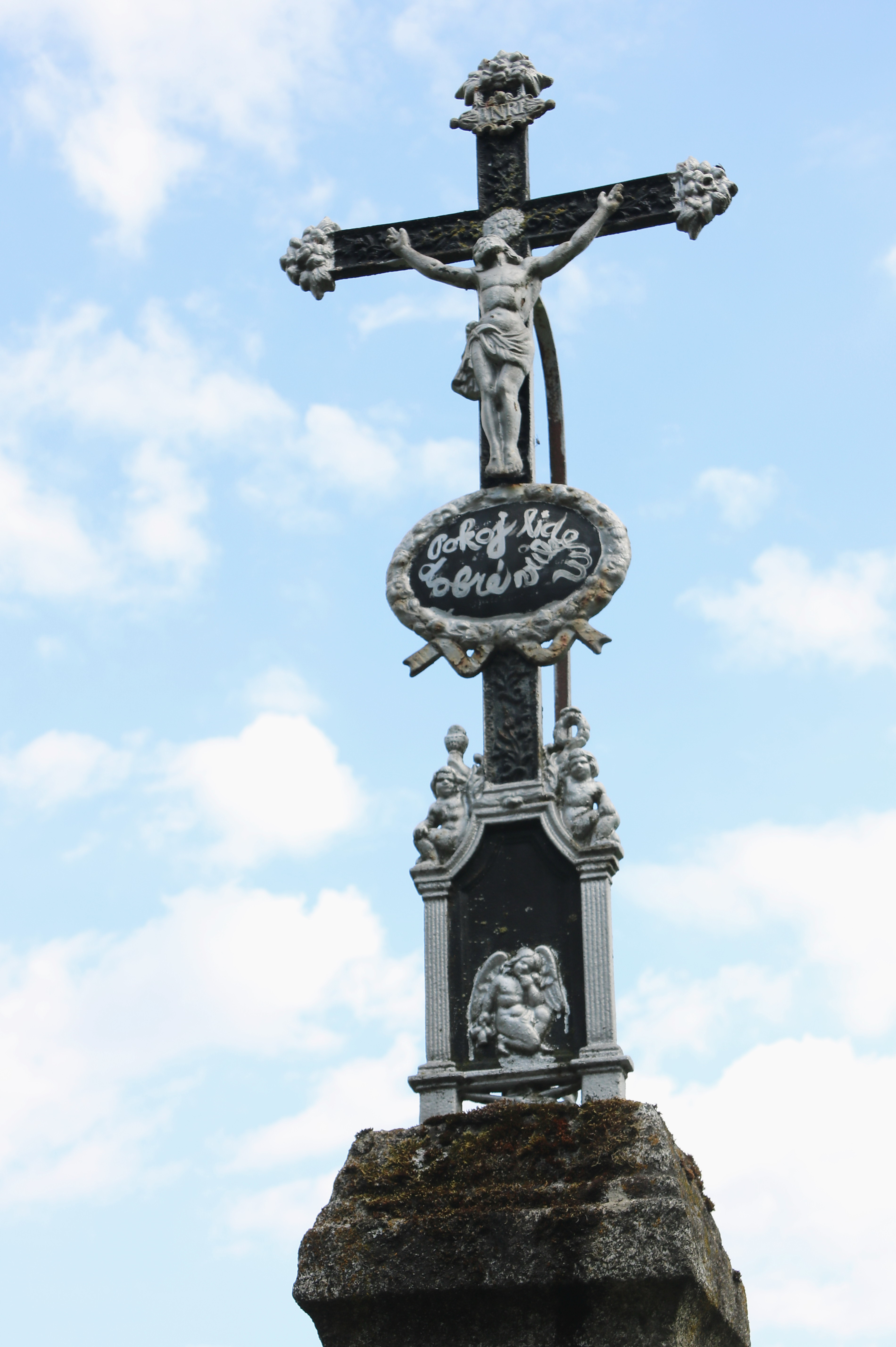
Detail kříže